# Tynnelsö

Tynnelsö är ett slott på Tynnelsö i tidigare Överselö socken i Strängnäs kommun i Södermanland. Sedan 1700-talet har slottet varit obebott, även om det fick sitt nuvarande utseende i början av 1800-talet. Från 1940 tillhörde slottet Vitterhetsakademien och från och med 1987 är Statens Fastighetsverk ägare.

## Beskrivning
Tynnelsö slott har fem våningar. Den första våningen och tornbyggnaden är bevarade sedan medeltiden. 
Väggarna är murade i tegel och på taket finns en lanternin från början av 1800-talet. På norra sidan ligger ett högt trapphus, med en avtrappande fönsterplacering. Huvudportalen är bevarad och har tillkommit under 1600-talets början. Från samma tid är de dekorativa interiörmålningarna samt två spisomfattningar i huggen sandsten. Runt slottet och trädgården var lindar planterade. Dessa finns kvar men är förvildade. 
1876 uppfördes en herrgårdsbyggnad av sten i italiensk villastil på andra sidan sundet, på Selaön, där merparten av godsets mark finns. Den nya byggnaden kallas numera Tynnelsö gård. 

## Historik

### Medeltiden

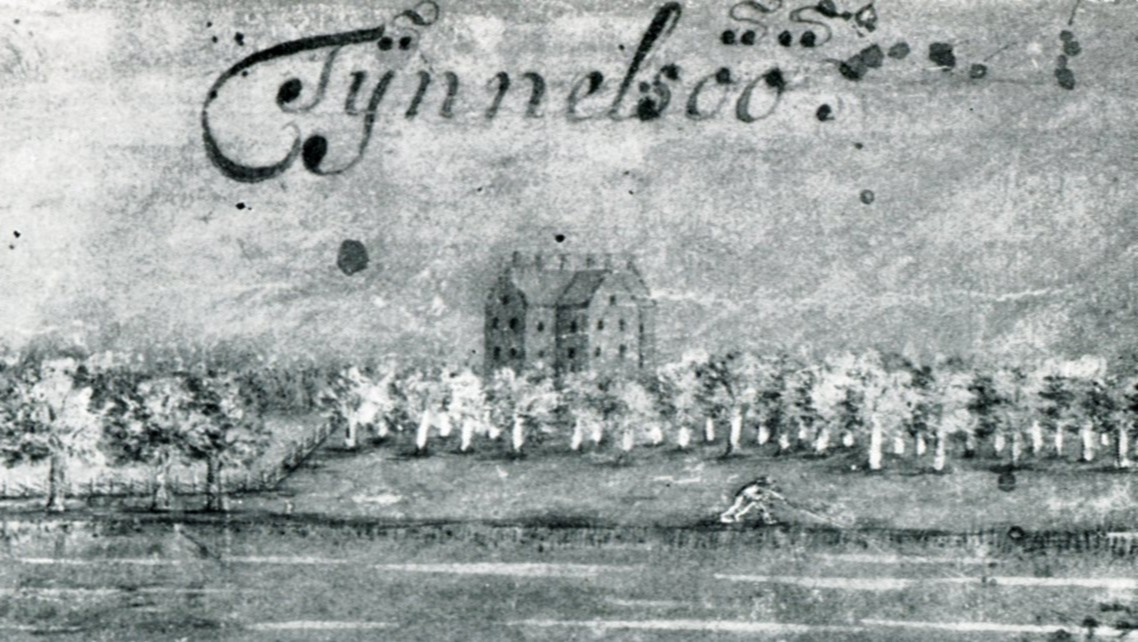
Tynnelsö på Gripenhielms Mälarkarta, 1689.

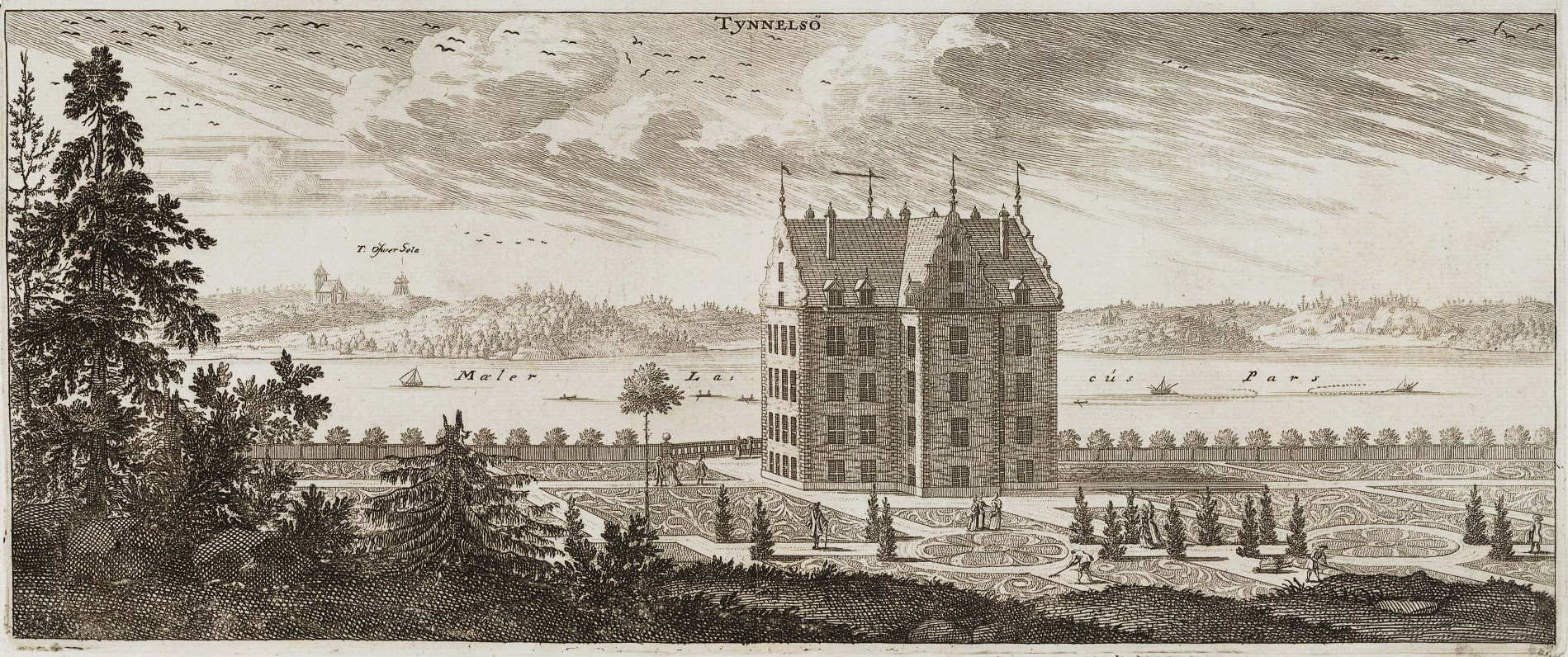
Tynnelsö ur Suecia Antiqua et Hodierna 1696.

Tynnelsö omnämns första gången 1282 och från 1306 tillhörde det Strängnäs stift. Under 1300-talet besöktes det ofta av Sveriges kungar och i slutet av seklet lär biskop Tord Gunnarsson (död 1401) ha låtit uppföra det äldsta, befästa, huset av sten. Biskop Kort Rogge (1479-1501) lät på 1490-talet bygga det fasta stenhus, som utgör de nedre våningarna i slottet. 

### Vasatiden
1522 intogs Tynnelsö av Gustav Vasas styrkor. Han drog in det till Kronan 1527 och vistades därefter ofta på Tynnelsö. Hans maka, drottning Margareta Eriksdotter (Leijonhufvud) avled på slottet den 26 augusti 1551. Efter kungens död 1560 innehades Tynnelsö en tid av änkedrottning Katarina Stenbock. 
Slottet tillhörde hertig Karls hertigdöme, som han övertog 1568. Han förlänade det åt sina gemåler Maria (1579) och Kristina (1592). Hertigen byggde till slottet under 1590-talet, så att det fick det utseende, som det fortfarande har. Han uppförde de två tornlika utbyggnaderna på biskop Rogges medeltidsborg, som hade i det närmaste kvadratisk grundplan. 
Tynnelsö innehades sedan av hertig Karl Filip och änkedrottning Maria Eleonora av Brandenburg. Drottning Kristina skänkte det 1636 till sin kusin Elisabet Gyllenhielm, Karl Filips dotter. 

### De sista boende och förfallet
Genom Karl XI:s reduktion drogs Tynnelsö in till kronan 1681. Det innehades 1685-1715 av änkedrottning Hedvig Eleonora och 1725 överlämnades det till Anna Woynarowska som delbetalning av ett lån lämnat till Karl XII. Hon blev den sista som bebodde slottet.
Anna Woynarowska sålde av koppartaket och försatte därigenom byggnaden i förfall. 1738 avyttrades godset till kung Fredrik I. Han skänkte det till grevarna von Hessenstein, hans utomäktenskapliga söner med Hedvig Taube. 

### Senare historik

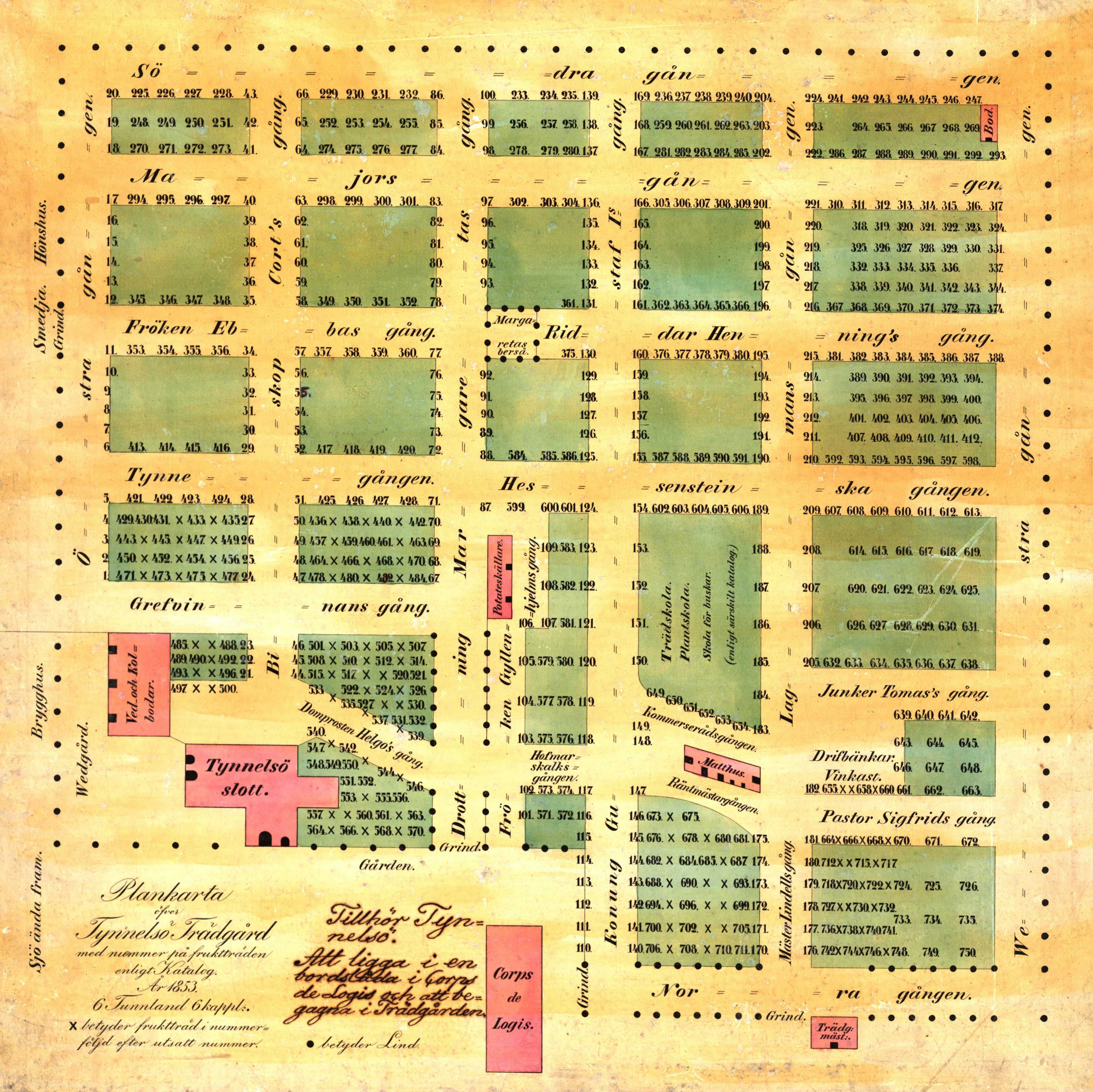
Slottsträdgården, 1850-tal.

Godset såldes 1779 till kommerserådet Simon Bernhard Hebbe (1726-1803). Till förmån för sin son, Filip Bernhard Hebbe (1764-1834), gjorde han år 1800 gården till fideikommiss. 1826-1827 lät han reparera det gamla slottet utvändigt och den södra utbyggnaden revs. Slottet försågs även med nya trappor. Ovanpå taket lät han uppföra lanterninen eller så kallade salongen, som sätter sin prägel på slottets nuvarande silhuett.
Tynnelsö ärvdes av Filip Bernhard Hebbes son, den kungliga sekreteraren Johan Philip Hebbe och vid dennes död övergick fideikommisset till hans syskonbarns dotterson ryttmästaren, sedermera landshövdingen, Filip Boström. Denne lät utföra ritningar till en restaurering och modernisering av slottet, men fann företaget olämpligt och istället uppfördes den nya herrgårdsbyggnaden på Selaön 1876. Det gamla slottet lämnades så småningom att förfalla.
Vid Boströms död 1908 övergick fideikommisset till hans äldre son, kabinettskammarherren Erland Boström (1876-1967). Det donerades 1940 till Vitterhetsakademien. 1987 gick det över till Statens fastighetsverk (SFV) men och förvaltades fortfarande av Riksantikvarieämbetet till 2015 då SFV övertog förvaltningen . I januari 2025 meddelade SFV att Tynnelsö slott är till salu.
Som ett första steg i en planerad upprustning har takets lanternin restaurerats och grunden setts över. I väntan på fortsatta arbeten invändigt håller slottet stängt.

### Slottsträdgården
Johan Philip Hebbe anlade en stor fruktträdgård vid slottet. Den finns beskriven på detaljerade plankartor som förvaras i Riksarkivet. Dokumenten visar att varje fruktträd finns utmärkt och har ett nummer som förts in i en katalog. Plankartan skulle förvaras i en bordslåda i mangårdsbyggnaden. Gångarna har namn efter kungligheter, biskopar och andra bemärkta personer.
Ett kvarter var träd- och plantskola samt skola för buskar. Drivbäckar och vinkast låg intill. Slottet och andra byggnader som trädgårdsmästarens bostad finns också angivna.

## Bilder

Exteriör
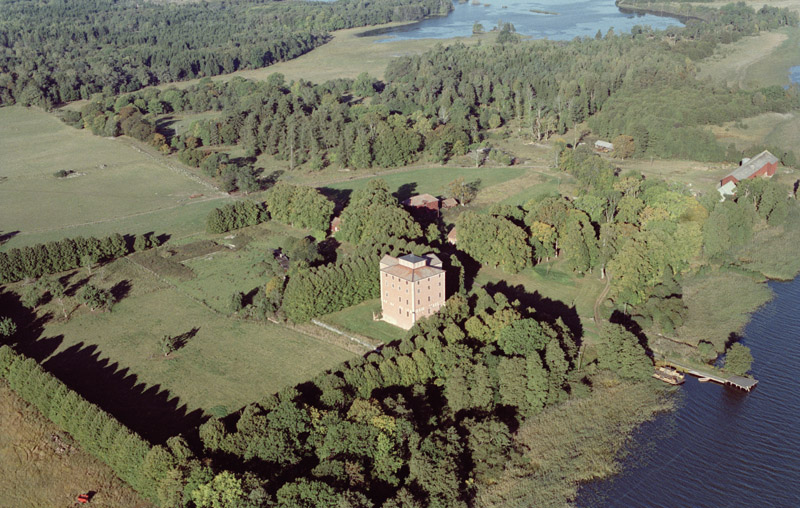
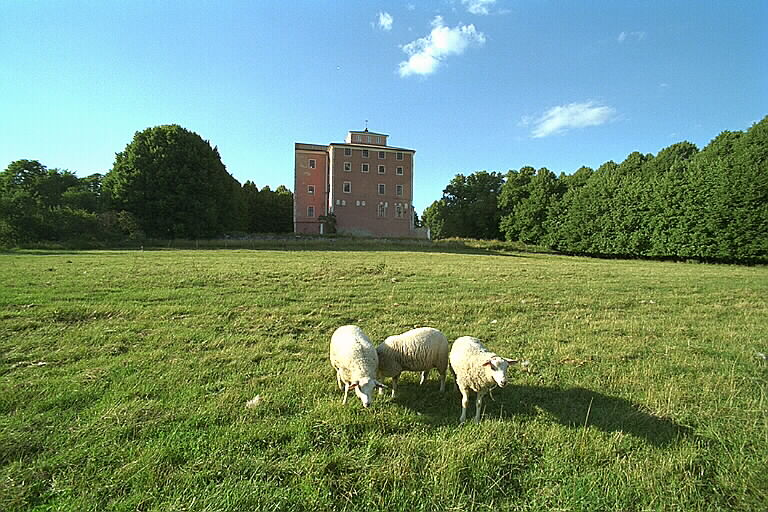
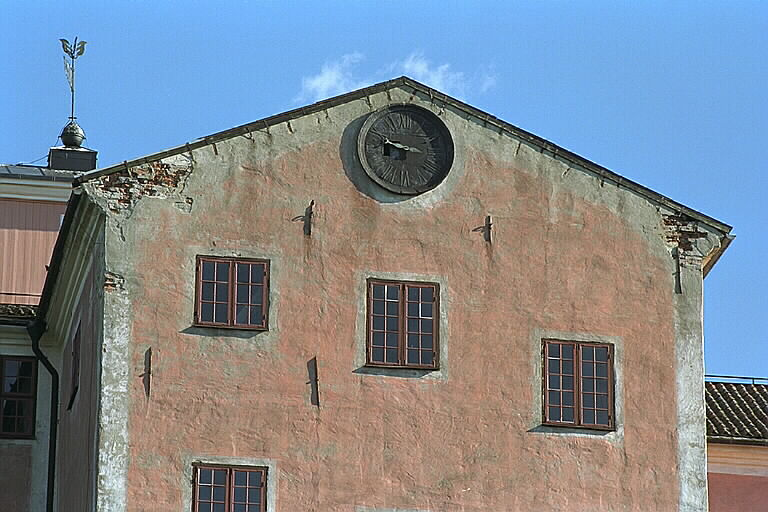
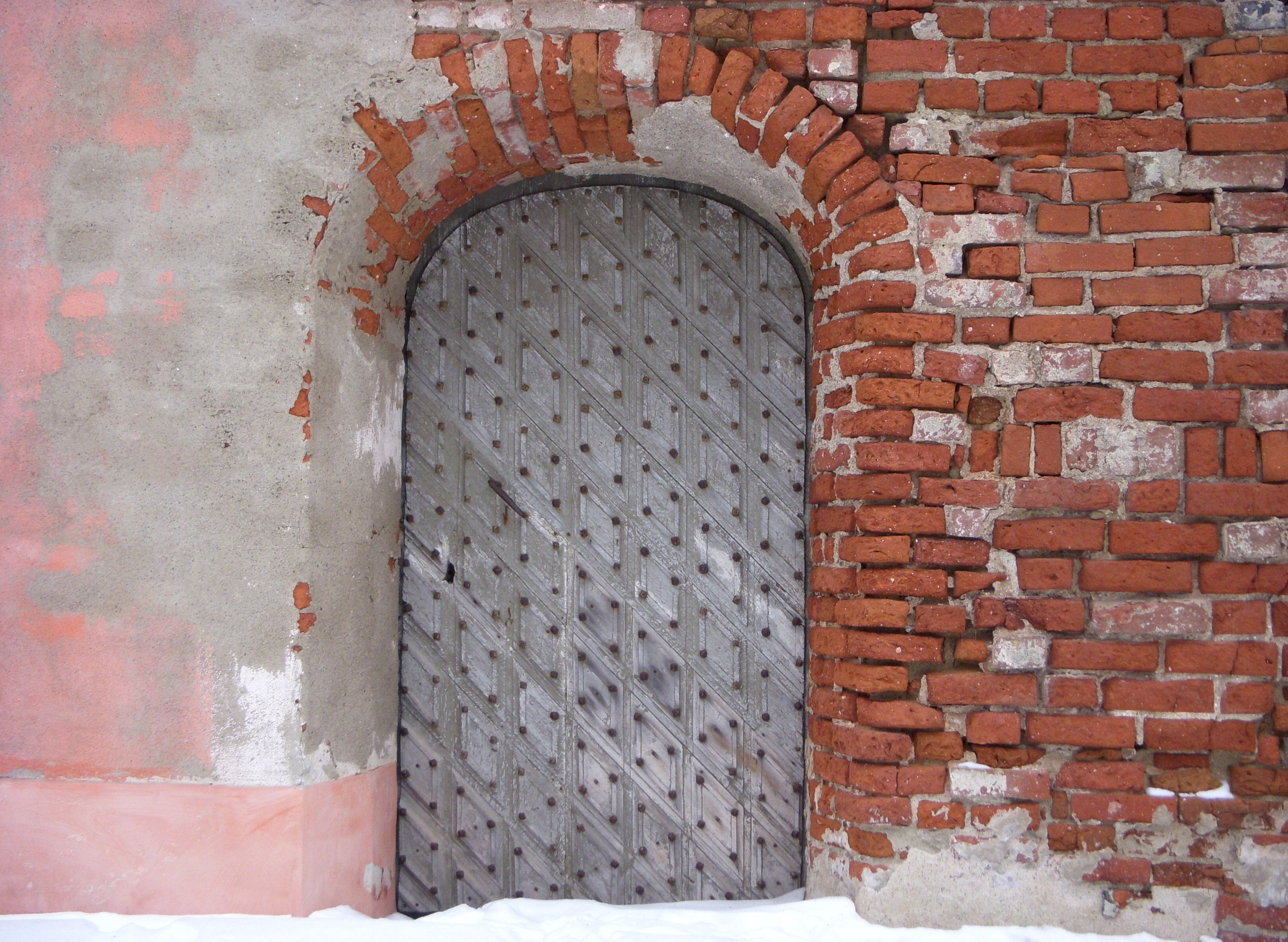

Interiör
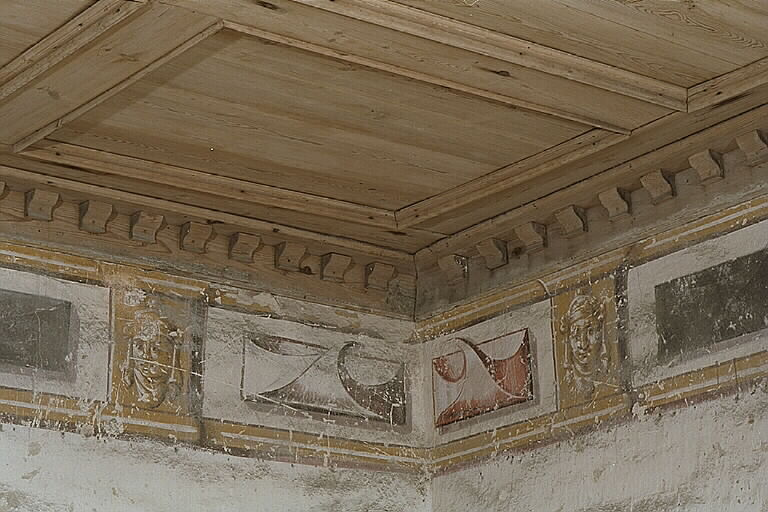
Bottenvåningen, vägg och tak med dekor.
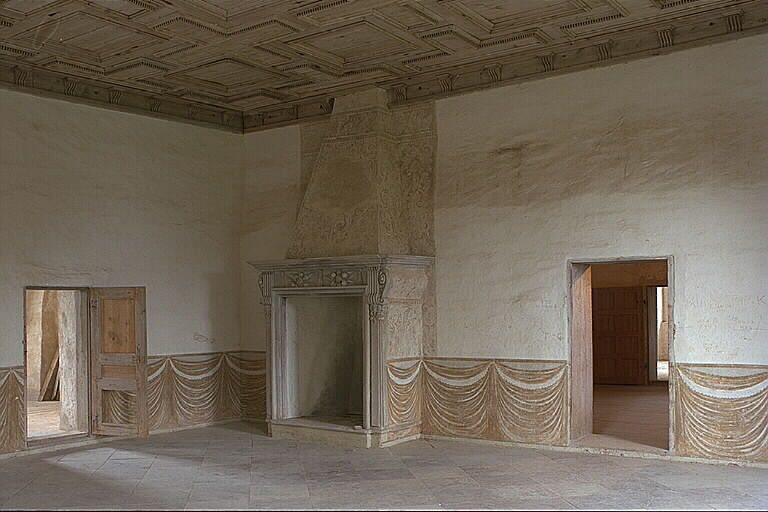
Första våningen, stora salen.
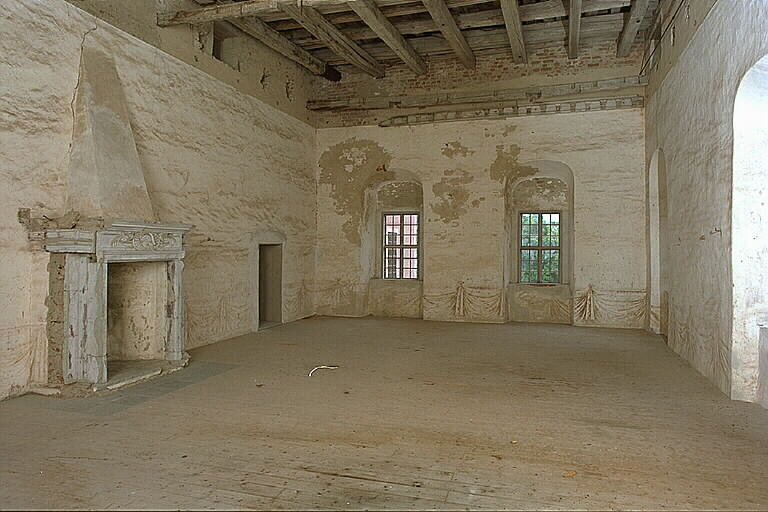
Andra våningen, stora salen.
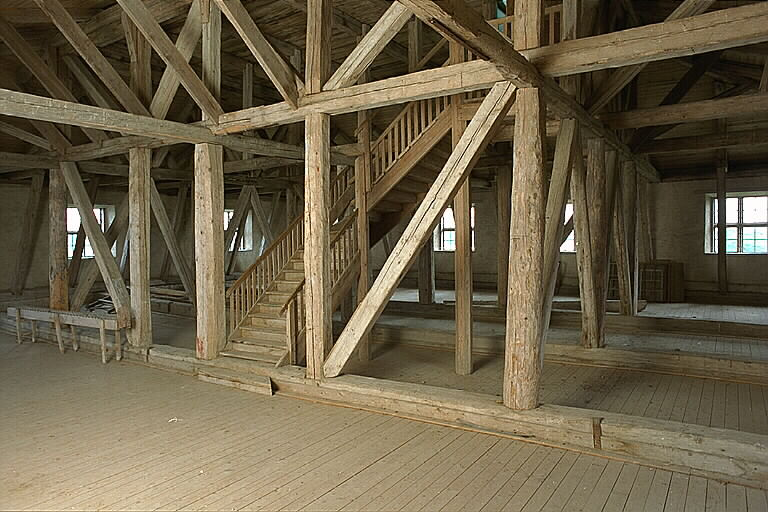
Tredje våningen, under lanterninen, takstolen.